# Марк Когі
Марк Когі (англ. Mark Caughey, нар. 27 серпня 1960, Белфаст) — північноірландський футболіст, що грав на позиції нападника. Відомий за виступами в клубі «Гленторан», низці інших північноірландських та шотландських клубів, а також національну збірну Північної Ірландії.

## Клубна кар'єра
Марк Когі народився в Белфасті. Розпочав виступи на футбольних полях у 1978 році в клубі «Гленторан», проте грав переважно за молодіжну команду, та в 1980 році перейшов до нижчолігової північноірландської команди «РУК». У 1985 році Когі став гравцем іншої команди з вищого північноірландського дивізіону за команду «Лінфілд», в якій зіграв 21 матч, та став чемпіоном країни в її складі.
У 1986 році Марк Когі став гравцем команди найвищого шотландського дивізіону «Гіберніан». На початку 1987 року футболіст перейшов до нижчолігового англійського клубу «Бернлі», проте зіграв у ньому лише 8 матчів, після чого перейшов до шотландського клубу «Гамільтон Академікал», який за підсумками цього сезону вибув до другого шотландського дивізіону. У складі «Гамільтон Академікал» Когі грав до 1988 року, після чого став гравцем клубу найвищого шотландського дивізіону «Мотервелл», в якому зіграв 15 матчів. На початку 1989 року Марк Когі повернувся до Північної Ірландії, де став гравцем клубу «Ардс». У 1989—19992 роках Когі грав у складі північноірландського клубу «Бангор».
У 1992 році Марк Когі знову став гравцем «[Гленторана]», в якому цього разу зіграв 12 матчів у основному складі команди. У 1993 році футболіст перейшов до команди «Лімаваді Юнайтед», у якій завершив кар'єру гравця у 1995 році.

## Виступи за збірну
1986 року дебютував в офіційних матчах у складі національної збірної Північної Ірландії, в якій цього року зіграв у 2 товариських матчах. У складі збірної був учасником чемпіонату світу 1986 року у Мексиці, проте на поле не виходив, та більше в її складі не грав.